# 齋れいな
齋 れいな（いつき れいな、2001年11月12日 - ）は、日本の女優、モデルである。大阪府出身。 

## 略歴
- 2018年11月より芸能活動を開始し、清楚なルックスと飾らない人柄、マルチな才能を活かした工夫、さわやかな関西弁トークで、人気を得る。
- 2020年2月には週刊プレイボーイに掲載され、さらに注目度を高めた。ネットと既存メディアの両方を隔てずに、女優として活動。
- 2020年4月には、台湾の自由時報に掲載され、海外からも注目されている[2]

## 人物
- 子供の時からクラシック音楽が大好きで、5歳からピアノのレッスンに通う。母と一緒に行ったコンサートでフルートの音が好きになり、小学6年生の時にレッスンを受ける。[3] 絶対音感を持っている。
- 中学では吹奏楽部、高校では化学部に所属していた。化学部に入った理由は「炎色反応を見るのが好きだから」[1]
- 新体操の経験あり。[4]
- 高校時代、全国模試で1位になった[1]。

## 出演

### ドラマ
- ひかりTVオリジナルドラマ「ボーダレス」（2021年） - 美沙 役

### 映画
- アルタミラピクチャーズ短編映画『AIマキ』（2020年） - ヒロイン・由香里 役

### MV
- AliA 「ノスタルジア」（2021年）[5]
- ココラシカ「ごめんね」（2025年）[* 1]

### テレビ番組
- 中居正広の金曜日のスマイルたちへ
  - （2023年05月19日） - 坂井泉水 役[6]
  - （2023年08月04日） - 吉高由里子 役
  - （2023年08月18日） - 峯岸みなみ 役
  - （2023年11月10日） - 黒柳徹子 役、Z世代としてスタジオ出演
- あのちゃんの電電電波♪（2023年10月04日）

### 舞台
- 純血の女王[7]（2022年5月28日 - 6月5日、六行会ホール） - ヴァネッサ 役

- 女王ステ THE LIVE「女王舞踏会 2023」[8]（2023年11月30日 - 12月3日、六行会ホール）
- イマーシブシリーズ 「アイドル」[9][* 2]（2023年12月15日、BECKアキバ）

### モデル
- 京都さがの館 公式振袖モデル（2019年）
- 鈴乃屋 振袖コレクション2023（2021年）
- イオン アパレルECサイト 新作レディースファッション（2022年）
- Disney store パジャマ・ルームウェア・傘（2022年）

## 書籍

### 雑誌
- フォトテクニックデジタル「全国美少女行脚」（2019年11月号、玄光社）
- 週刊プレイボーイ（集英社）
  - 2020年2月24日号 No.08（2020年2月10日） - グラビアインタビュー
  - 2020年4月27日号 No.17（2020年4月13日） - ガールズ・アフター・ハイスクール 花咲ひより＆齋れいな＆舞子＆Mayuri
- bis（2020年11月号、光文社）
- JAZZ JAPAN Vol.120-156（2020年7月-2023年9月、ジャズジャパン） - 連載「#齋れいな おウチでJAZZ聴いてます」
- Jaz.in Vol.002-（2023年11月-、Jaz.in） - 連載「#齋れいな スイングしてもいいですか？」[* 3][10]

| Jazz Japan / Jaz.in 連載一覧         | Jazz Japan / Jaz.in 連載一覧     | Jazz Japan / Jaz.in 連載一覧     | Jazz Japan / Jaz.in 連載一覧                                                 |
| #                                    | Vol.                             | 発売日                           | テーマ                                                                       |
| JAZZ JAPAN                           | JAZZ JAPAN                       | JAZZ JAPAN                       | JAZZ JAPAN                                                                   |
| #齋れいな おうちでJAZZ聴いてます     | #齋れいな おうちでJAZZ聴いてます | #齋れいな おうちでJAZZ聴いてます | #齋れいな おうちでJAZZ聴いてます                                             |
| 2020年                               | 2020年                           | 2020年                           |                                                                              |
| ------------------------------------ | -------------------------------- | -------------------------------- | ---------------------------------------------------------------------------- |
| 01                                   | 120                              | 07月20日                         | ジャズ・フルートって面白い！                                                 |
| 02                                   | 121                              | 08月24日                         | 映画にまつわるジャズあれこれ・・・                                           |
| 03                                   | 122                              | 09月24日                         | ジャズの一人演奏（ソロ）ってどんな感じ？                                     |
| 04                                   | 123                              | 10月23日                         | ジャズ・ベースを“最高の音質で”聴いてみたい・・・                             |
| 05                                   | 124                              | 11月24日                         | 祝19歳.。私と同じ10代でデビューしたプレイヤーの作品を聴いてみた              |
| 06                                   | 125                              | 12月22日                         | クリスマス気分をジャスで盛り上げたい・・・                                   |
| 2021年                               |                                  |                                  |                                                                              |
| 07                                   | 126                              | 01月26日                         | ビッグバンド・ジャズで寒さを吹き飛ばそう                                     |
| 08                                   | 127                              | 02月25日                         | ジャズ+クラシックの名作                                                      |
| 09                                   | 128                              | 03月22日                         | ジェリー・マリガンさんの自由なバリトン・サックスに惹かれて・・・             |
| 10                                   | 129                              | 04月21日                         | クラシックのオーケストラとジャズが同時に楽しめる！贅沢なウイズ・ストリングス |
| 11                                   | 130                              | 05月26日                         | 念願のジャズ・ライヴに行ってきました！                                       |
| 12                                   | 131                              | 06月22日                         | 異色楽器編～こんな楽器もジャズに！？                                         |
| 13                                   | 132                              | 07月26日                         | ラテン・ジャズで夏のリズムに浸りたい                                         |
| 14                                   | 133                              | 08月23日                         | “フリー・ジャズ”ってどんな音楽？                                             |
| 15                                   | 134                              | 09月24日                         | ピアノ・ソロの様々なスタイルに驚き！                                         |
| 16                                   | 135                              | 10月21日                         | デュエットでハーモニーの楽しさを味わいたい                                   |
| 17                                   | 136                              | 11月22日                         | 名曲＜枯葉＞の聴き比べに挑戦！                                               |
| 18                                   | 137                              | 12月22日                         | 今年のクリスマスもやっぱりジャズで                                           |
| 2022年                               |                                  |                                  |                                                                              |
| 19                                   | 138                              | 01月24日                         | ワイルドに 弾きまくるオルガン・ジャズが新鮮                                  |
| 20                                   | 139                              | 02月21日                         | 平成生まれの私が「昭和の日本ジャズ」にハマる！？                             |
| 21                                   | 140                              | 03月24日                         | “サッチモ”さんのいろいろな曲を聴いてみたい                                   |
| 22                                   | 141                              | 04月26日                         | 「吹き語り」（管楽器+ヴォーカル）ジャズの名演を聴きたい                      |
| 23                                   | 142                              | 05月23日                         | 春から初夏の季節にはボサノバのアンニュイな調べを                             |
| 24                                   | 143                              | 06月16日                         | フレンチ・ジャズのロマンティックな響きに魅せられて                           |
| 25                                   | 144                              | 07月22日                         | その空気感までじっくりと味わいたいECMのアルバム                              |
| 26                                   | 145                              | 08月22日                         | 女性ジャズ・アーティストのカッコ良さにやっぱり憧れる・・・                   |
| 27                                   | 146                              | 09月27日                         | 音を極めたレジェンドたちの風格                                               |
| 28                                   | 147                              | 10月26日                         | 遊び心に溢れた“ジャズ・ワルツ”の世界                                         |
| 29                                   | 148                              | 11月24日                         | ジャズ・ワルツの世界 その2 「マイ・フェイヴァリット・シングス」編            |
| 30                                   | 149                              | 12月22日                         | ビートルズの名曲をジャズで聴いてみると・・・                                 |
| 2023年                               |                                  |                                  |                                                                              |
| 31                                   | 150                              | 01月24日                         | fikaとともに楽しむ北欧ジャズ                                                 |
| 32                                   | 151                              | 02月21日                         | バラエティに富んだジャズの“組曲”                                             |
| 33                                   | 152                              | 03月23日                         | イタリア・ジャズの自由で軽やかな雰囲気に魅せられて                           |
| 34                                   | 153                              | 04月24日                         | ロック・スターとジャズ                                                       |
| 35                                   | 154                              | 05月23日                         | “踊れるジャズ”でレッツ・ダンス！                                             |
| 36                                   | 155                              | 06月21日                         | アフリカン・ジャズのグルーヴに浸る                                           |
| 37                                   | 156                              | 09月26日                         | 今が旬な日本ジャズあれこれ                                                   |
| Jaz.in                               |                                  |                                  |                                                                              |
| #齋れいな スイングしてもいいですか？ |                                  |                                  |                                                                              |
| 38                                   | 002                              | 11月27日                         | お休みの間のジャズ・ライヴ・レポート*                                        |
| 39                                   | 003                              | 12月21日                         | ジャズ喫茶の魅力あれこれ                                                     |
| 2024年                               |                                  |                                  |                                                                              |
| 40                                   | 004                              | 01月24日                         | 2023年Myジャズ見聞録*                                                        |
| 41                                   | 005                              | 02月26日                         | Check it! JAZZ動画*                                                          |
| 42                                   | 006                              | 03月27日                         | 聴けば聴くほど好きになる 🅔🅒🅜のピアノ作品                                     |
| 43                                   | 007                              | 04月23日                         | モダン・ジャズ黄金期 伝説のピアニストたちの名演を聴いてみる                  |
| 44                                   | 008                              | 05月27日                         | ジャズの魅力がぎゅっと詰まった現代ピアノ・トリオ*                            |
| 45                                   | 009                              | 06月26日                         | ジャズの花形楽器、サックスの最新形を聴いてみる                               |
| 46                                   | 010                              | 07月24日                         | 時代を超えて楽しめるライブ・アルバムの魅力*                                  |
| 47                                   | 011                              | 08月28日                         | 真夏の夜のフルート・ジャズ*                                                  |
| 48                                   | 012                              | 09月28日                         | 衝撃の音*                                                                    |
| 49                                   | 013                              | 10月28日                         | 社会人１年目 ちょっと大人のクリスマスに*                                     |
| 50                                   | 014                              | 11月27日                         | グローバルサウス＋αで聴くジャズ*                                             |
| 51                                   | 015                              | 12月23日                         | 2024年のお薦めジャス作品                                                     |
| 2025年                               |                                  |                                  |                                                                              |
| 52                                   | 016                              | 01月27日                         | 同世代のミュージシャンが紡ぐ音に共感                                         |
| 53                                   | 017                              | 02月26日                         | 今年のグラミー賞にノミネートされたジャズ作品を聴いてみた                     |
| 54                                   | 018                              | 03月26日                         | 新生活に向けて〝元気の出るジャス〟を集めてみました                           |
| 55                                   | 019                              | 04月28日                         | April in Paris パリに行ってきました！*                                       |
| 56                                   | 020                              | 05月27日                         | 日米ジャズメン混成バンドを聴く                                               |
| 57                                   | 022                              | 07月26日                         | 祝生誕100周年 オスカー・ピーターソンはやっぱり最強ピアニストかも             |

### 写真集
- デジタル写真集『化学部のいつきさん』（2020年、集英社）

## 広告

### イベント
- ダイハツ工業 JAPAN MOBILITY SHOW 2023 コンセプトカー「UNIFORM TRUCK / CARGO」(2023年、東京ビッグサイト)[11]
- 東京ステーションシティ運営協議会 TOKYO 桜吹雪 STATION ～東京駅が送る春風エール!!～（2024年、東京駅 スクエア ゼロ）[12]

### Web広告
- JVCケンウッド Victor  ワイヤレスステレオヘッドセット HA-A20T （2023年）
- C-United 珈琲館 十人十色の珈琲観（2023年）[13]

### 広告モデル
- フルーツボックス代官山 新作苺サンドイメージモデル（2021年）

## Web

### 記事
- 『ヤングジャンプ』ギャルコンオンライン（第198回 大阪 いちごっち 17歳）（2019年、集英社）
- 『じゃらん』京あるき（2019年、リクルート）
- 『週プレnet Extra』化学部のいつきさんが気になって仕方がない（2019年、集英社）
- グラジャパ!NEWS（2020年、集英社）

### YouTube
- Tokjo  猫/DISH Tokjo feat. 齋れいな（2021年）
- 味醂いろは ヒロイン/back number 味醂いろは & 齋れいな（2021年）